# Sportin' Life (film)
Sportin' Life è un film documentario del 2020 diretto da Abel Ferrara.

## Sinossi[1]
Il progetto doveva essere inizialmente un reportage "dietro le quinte" per il film Siberia diretto sempre da Abel Ferrara. Successivamente, però, a seguito della pandemia COVID-19, il regista italo americano ha deciso di proporre una modifica al progetto, aggiungendo interviste ai suoi più stretti amici e familiari. Ha, inoltre, ripreso Roma, tramite il suo cellulare, durante il periodo del lockdown per enfatizzare la situazione tragica che si stava vivendo. Il risultato è, dunque, un documentario incentrato sulla vita ai tempi del COVID-19.

## Critica
| Recensione        | Giudizio |
| ----------------- | -------- |
| IMDb              | 5.8/10   |
| MYmovies.it       | [ 3 ]    |
| Sentieri selvaggi | 4/5      |

La rivista Sentieri selvaggi commenta il film come un insieme di «immagini vaganti catturate dalle fonti più spurie, e ritorno incessante sulla propria stessa mitologia», sottolineando come sia un «nuovo episodio della recherche del Ferrara diaristico degli ultimi anni».
Il sito madmass.it considera la pellicola come «libera e sfrenata» e aggiunge: «la narrazione sembra anche una sorta di diario di viaggio e cattura lo spirito sconvolto e agitato del regista disorientato di fronte alla pandemia globale».

## Produzione e distribuzione
Il film è prodotto in collaborazione con la casa di moda francese Yves Saint Laurent.
È stato presentato fuori concorso alla 77ª Mostra internazionale d'arte cinematografica di Venezia.
Il lungometraggio deve ancora uscire nelle sale cinematografiche, a causa della pandemia COVID-19. È presente, tuttavia, in anteprima sulla piattaforma streaming MUBI.